# Andoa (nation)
La nation Andoa est l'une des nationalités indigènes officiellement reconnues en Équateur. La reconnaissance officielle de cette nationalité s'est concrétisée en 2003 par la reconnaissance ministérielle de l'ONAPE (Organisation de la nationalité Andoa de Pastaza - Équateur), puis par la reconnaissance de son nouveau nom de celle-là, "Nationalité Andoa de Pastaza Équateur" (NAPE), qui traduit la reconnaissance officielle de la nationalité Andoa par les autorités équatoriennes. La nationalité Andoa se composait en 2013 de 800 personnes réparties en cinq communautés : Pukayaku, Santa Rosa, Jatunyaku, Morete Playa et Ashari, sur un territoire d'environ 65000 hectares, dans la province de Pastaza. La langue andoa qui leur était propre est aujourd'hui éteinte, et les andoa pratiquent le kichwa ou l'espagnol.